# Летяжевка (станция)
Летяжевка — узловая железнодорожная станция Юго-Восточной железной дороги в Саратовской области России.
Расположена на двухпутной электрифицированной переменным током 25 кВ линии Балашов — Пенза. От станции отходит тупиковая ветвь на станцию Турки.

## Деятельность
На станции осуществляются:
- продажа пассажирских билетов,
- приём и выдача багажа,
- приём и выдача повагонных отправок грузов.

## История
Станция Летяжевка была построена в Российской империи в Балашовском уезде и находилась в 205 верстах от Пензы. Получила название от лежащего в 6 верстах села Летяжевки.
В двух верстах от станции находилась экономия князя Прозоровского-Голицына, расположенная в живописной местности на реке Хопёр. В имении князя было около 3500 десятин земли, из которых около 600 десятин — лес, раскинутый по берегам Хопра и дававший для отправки до 800 вагонов дров в год.

## Поезда дальнего следования

### Круглогодичное движение поездов
| № поезда | Маршрут движения            | № поезда | Маршрут движения            |
| -------- | --------------------------- | -------- | --------------------------- |
| 335      | Екатеринбург — Новороссийск | 336      | Новороссийск — Екатеринбург |
| 343      | Москва — Балашов            | 344      | Балашов — Москва            |

### Сезонное движение поездов
| № поезда | Маршрут движения | № поезда | Маршрут движения |
| -------- | ---------------- | -------- | ---------------- |
| 549      | Тольятти — Адлер | 550      | Адлер — Тольятти |